# Via delle Risorgive
La Via delle Risorgive, conosciuta anche come Pista ciclabile Airasca-Moretta (La ciclàbil ëd la Ferovìa o ëd le Risorgive in piemontese), collega i comuni di Airasca e Moretta attraversando i territori di Scalenghe, Cercenasco, Vigone e Villafranca Piemonte.
È una pista ciclabile, ma può ospitare passeggiate dei pedoni che possono utilizzarla, nel rispetto dei ciclisti, in fila indiana e consentendo alle bici una percorrenza in sicurezza. Nel Pinerolese, territorio in cui si possono fare piacevoli escursioni nei centri caratteristici, tra borghi medievali, musei e antiche chiese, la Via delle Risorgive vuole essere un riferimento per il movimento cicloturistico, che negli ultimi anni è molto cresciuto nei numeri.
Il percorso ha un fondo in asfalto, realizzato sul sedime dell'ex linea ferroviaria regionale Airasca-Saluzzo, in esercizio dal 1884 al 1986. Dopo un lungo periodo di inutilizzo, alla fine degli anni 1990 nasce l'idea di trasformare il tracciato ferroviario in pista ciclabile. Oggi la pista vanta una lunghezza di 19,2 km, totalmente pianeggianti, con confortevoli aree di sosta in ogni comune.
Data la presenza di numerose risorgive nei territori attraversati, nel 2014 il percorso viene denominato Via delle Risorgive. Coincide per un breve tratto col percorso dell'EuroVelo 8 e si collega a diversi itinerari cicloturistici della rete ciclabile metropolitana di Torino e regionale del Piemonte. È stata ufficialmente inaugurata il 18 novembre 2017.

## Storia
Avviata nel 2011 con maggioranza di sedime sterrato e con l'impercorribilità del tratto Villafranca-Moretta, i primi tratti della ciclabile sono stati asfaltati nel 2012, con la tratta Villafranca-Vigone, Vigone-Cercenasco e ad Airasca fino verso Scalenghe.
Alla fine del 2013 è stato asfaltato totalmente il tratto Scalenghe-Airasca. Nel 2014 è stato reso percorribile il tratto Villafranca-Moretta (già tutto sotto la provincia di Cuneo), ponendo ghiaietta fine come fondo stradale.
Nel 2016 sono stati asfaltati i tratti capolinea Airasca-Airasca, Airasca-Cercenasco e Villafranca-Moretta (incluso il tratto dentro l'abitato di Villafranca) e da allora la ciclabile è percorribile con tutti i tipi di bicicletta.

## Percorso

### Airasca
La Via delle Risorgive attraversa il comune di Airasca per 2,79 km, partendo dall'incrocio con via della Maniga ed arrivando al confine con il comune di Scalenghe a sud.
Lungo il percorso s'incontra l'area verde attrezzata del laghetto del Gingo Piccolo.
Più avanti la pista fiancheggia un'altra vasca detta di Tosco circondata da un canneto.
Deviando dalla pista un percorso ciclo-turistico conduce al castello della Marsaglia, ove ebbe luogo l'omonima battaglia il 4 ottobre 1693.

### Scalenghe
La pista ciclabile Airasca-Villafranca percorre il comune di Scalenghe per 3,49 km (dal confine nord con Airasca al confine sud con Cercenasco). Dalla pista ciclabile si diramano percorsi ciclabili per raggiungere le diverse frazioni del comune e le chiese di Santa Caterina e di Santa Maria Assunta (frazione Pieve).

### Cercenasco
Il territorio di Cercenasco è attraversato per 2,19 km dalla Via delle Risorgive, con andamento nord-sud. Dall'area di sosta Vado Peloso, lungo il torrente Lemina iniziano alcuni percorsi ciclabili che conducono al centro dell'abitato, alla cappella di Sant'Anna e alle risorgive sparse nel territorio del comune.

### Vigone
La pista ciclabile Airasca-Villafranca, mantenendo un andamento nord-sud, attraversa il comune di Vigone per 4,55 km. Lungo il percorso s'incontra la ghiacciaia ottocentesca detta la Rotonda, il fontanile Ulè e dall'ex casello di via Santa Maria, è possibile raggiungere la pieve di Santa Maria de Hortis.

### Villafranca Piemonte
La Via delle risorgive interessa il comune di Villafranca Piemonte da confine nord con Vigone fino al punte sul fiume Po, al confine con Moretta per un tratto di 4,06 km. È raggiungibile dalla pista la cappella di Missione, il castello di Marchierù e il fiume Po.

### Moretta
La pista ciclabile della ferrovia attraversa il comune di Moretta per circa 2,41 km dal confine est con Villafranca Piemonte al Santuario.
Attraverso collegamenti ciclopedonali interurbani è possibile raggiungere Torre San Giorgio tramite una pista ciclabile che costeggia la strada provinciale.